# Saarijärvi (sjö i Joensuu, Norra Karelen, 62,7 N, 30,42 Ö)
Saarijärvi är en sjö i kommunen Joensuu i landskapet Norra Karelen i Finland. Den är 9,5 meter djup. Arean är 42 hektar och strandlinjen är 6,16 kilometer lång. Sjön  ingår i Jänisjokis huvudavrinningsområde.   Den ligger omkring 35 kilometer öster om Joensuu och omkring 400 kilometer nordöst om Helsingfors. 
I sjön finns öarna Heinäsaari och Lehtosaari. 